# Våren är kommen (OD-album)
Våren är kommen är ett musikalbum inspelat av Orphei Drängar, med dirigenten  Robert Sund. Albumet gavs ut 1997 av BIS Records AB. På albumet medverkar även Olle Persson, baryton och pianisten Folke Alin.

## Innehåll
1. "Vårsång" (Glad såsom fågeln) – 1:33
  - Musik: Prins Gustaf
  - Text: Herman Sätherberg
2. "Längtan till landet" (Vintern rasat ut) – 1:50
  - Musik: Otto Lindblad
  - Text: Herman Sätherberg
3. "Majsång" (O hur härligt majsol ler) – 1:33
  - Musik: Frederik Kuhlau
  - Text: Johann Heinrich Voss
  - Svensk text: Carl Wilhelm Böttiger
4. "Majsång" (Sköna maj, välkommen) – 4:08
  - Musik: Lars Magnus Béen
  - Text: Johan Ludvig Runeberg
5. "Marsch" (Sjung om studentens lyckliga dag) – 1:38
  - Musik: Prins Gustaf
  - Text: Herman Sätherberg
6. "Välkommen till våren" – 1:21
  - Text & musik: Hermann Theobald Petschke
7. "Vårsång" (Våren är kommen) – 1:09
  - Musik: Eric Jacob Arrhén von Kapfelmann
  - Text: Carl Fredric Dahlgren
8. "Vårsång" (Vårliga vindar draga) – 1:05
  - Musik: Jacob Axel Josephson
  - Text: Frithiof Grafström
9. "Vårluft" – 5:30
  - Musik: Emil Sjögren
  - Text: Zacharias Topelius
10. "Madrigal" (Kom du ljuva hjärtevän) – 1:55
  - Musik: Adam de la Halle
  - Svensk text: Einar Ralf
  - Arr: Carl Schreiber
11. "Serenad" (Stjärnorna tindra re'n) – 1:26
  - Text & musik: Jacob Axel Josephson
12. "Serenad" (Slumra hulda vid min sång) – 1:38
  - Text & musik: August Melcher Myrberg
13. "Kristallen den fina" – 2:06
  - Folksång
  - Arr: Otto Fredrik Tullberg
14. "Gute Nacht" – 1:35
  - Musik: Adolf Eduard Marschner
  - Text: Oscar Ludwig Bernhard Wolff
15. "Till Österland" – 2:12
  - Folksång
  - Arr: Lars Gustaf Hedin
16. "Nu har jag fått den jag vill ha" – 2:54
  - Text & musik: Olle Adolphson
  - Arr: Robert Sund
17. "Under rönn och syren" (Blommande sköna dalar) – 3:02
  - Musik: Herman Palm
  - Text: Zacharias Topelius
18. "Dofta, dofta, vit syren" – 2:37
  - Musik: David Wikander
  - Text: Emil Kleen
19. "Kung Liljekonvalje" – 3:17
  - Musik: David Wikander
  - Text: Gustaf Fröding
20. "Vill du komma med mig?" – 2:21
  - Musik: Armas Järnefelt
  - Text: Josef Julius Wecksell
21. "Regnvisan" – 1:46
  - Musik: Josef Hedar
  - Text: Karl Asplund
22. "Vals i Valparaiso" – 2:52
  - Text & musik: Evert Taube
  - Arr: Robert Sund
23. "Fragancia" – 3:54
  - Text & musik: Evert Taube
  - Arr: Robert Sund
24. "Nu är det gott att leva" – 3:31
  - Text & musik: Olle Adolphson
  - Arr: Robert Sund
25. "Aftenstemning" – 2:30
  - Musik: Carl Nielsen
  - Text: Johannes Carsten Hauch (efter Matthias Claudius)
26. "Guldsmed" – 2:09
  - Musik: Jørgen Jersild
  - Text: Hans Storm
27. "Juninat" – 2:29
  - Musik: Knud Jeppesen
  - Text: Viggo Stuckenberg
28. "Jeg lagde mig saa sildig" – 5:30
  - Norsk folksång
  - Arr: Edvard Grieg
29. "På fjället i sol" – 3:19
  - Text & musik: Wilhelm Peterson-Berger
30. "En sommarafton" (Över skogen, över sjön) – 2:09
  - Text & musik: Adolf Fredrik Lindblad

Total tid: 78:07

## Medverkande
- Orphei Drängar
- Robert Sund  — dirigent
- Olle Persson — baryton
- Folke Alin — piano